# Jeanette Rubensson
Jeanette  Rubensson, född Leman 3 augusti 1854 i Stockholm, död 25 augusti 1938 i Stockholm, var en svensk målare av judisk börd.
Hon var gift med polismästaren Semmy Rubensson. Hon har blivit mest känd för det porträtt som Ernst Josephson målade av henne under en sommarvistelse på Dalarö i Stockholms skärgård 1883 och som sedan 1929 ingår i Göteborgs konstmuseums samling. Hon har avbildats virkande – en av tidens kvinnliga dygder – trots att hon lär ha avskytt handarbete. 
Rubensson hade själv konstnärliga anlag och studerade under 1890-talet för Axel Jungstedt och Reinhold Norstedt. Hennes konst består av landskapsmotiv från Bohuslän.